# Tramway de Turckheim aux Trois-Épis
La ligne de tramway de Turckheim aux Trois-Épis fut une ligne de tramway de montagne située en Alsace, reliant la gare EL de Turckheim à la station d'été des Trois-Épis, entre 1899 et 1934.